# Bannack
Bannack est une ville fantôme (Ghost Town en anglais) fondée en 1862 dans le Montana, aux États-Unis, qui a conservé une soixantaine de structures historiques en bois empilé, la plupart en bon état et pouvant être visitées.
Nommée d'après les Bannocks, une tribu indienne locale, c'était l'emplacement de la première mine d'or principale du Montana, lors de la Ruée vers l'or du Montana. 
De l'or avait été découvert dans le Montana dès 1852, par  Francois Finlay, venu de Californie, mais sans être suivi par d'autres prospecteurs. 
En 1860, la bande criminelle d'Henry Plummer s'empare de la ville et celui-ci en devint le shérif. Il est abattu peu après ainsi que ses affidés.
Le 28 juillet 1862, des prospecteurs menés par John White découvrent de l'or dans une rivière, près de Bannack, qui est fondée comme première capitale territoriale du Montana, qui n'est alors pas encore un État, en 1864, avant d'être remplacée par la ville de Virginia City. Bannack est alors devenue une ville minière, mais avec une population de moins en moins nombreuse. Les derniers habitants sont partis dans les années 1970. Elle est actuellement conservée dans le Bannack State Park et inscrite sur la liste du National Historic Landmark.
Le nombre maximal d'habitants était de 3 000 personnes. Il y avait trois hôtels, trois boulangeries, trois forgerons, deux écuries, deux boucheries, une épicerie, un restaurant, une brasserie, un hall de billard, et quatre saloons.
Selon une légende, le shérif de Bannack, Henry Plummer (en), était le chef d'une bande meurtrière responsable d'une centaine de crimes à la suite desquels 22 hommes furent pendus pour leurs crimes.